# 백원우
백원우(白元宇, 1966년 5월 2일 ~ )는 대한민국의 정치인으로 제17·18대 국회의원을 역임하였다.

## 생애
백원우는 서울특별시에서 태어났다. 동국대학교 사범대학 부속고등학교를 졸업하고 1993년 고려대학교 신문방송학과를 나왔으며, 그는 대학 재학 중 전국대학생대표자협의회에서 연대사업국장으로 활동하였다. 2002년 노무현 대통령 후보 정무비서로 활동하였고, 노무현 대통령 취임 이후 대통령비서실 민정수석 행정관을 역임하였다. 2004년 열린우리당 제17대 국회의원이 되었고, 2008년 4월 총선에서 재선에 성공하여 18대 국회의원을 역임하였지만, 2012년 19대 총선, 2016년 20대 총선에서는 낙선하였다.

## 학력
- 서울홍릉국민학교 졸업
- 1981년: 광신중학교 졸업
- 1984년: 동국대학교 사범대학 부속고등학교 졸업
- 1993년: 고려대학교 신문방송학과 졸업

## 경력
- 1988년: 전국대학생대표자협의회 연대사업국장
- 1989년: 평화민주통일연구회 기획실 간사
- 1994년: 제정구 국회의원 비서
- 1997년: 새정치국민회의 노무현 부총재 보좌역
- 1998년: 노무현 국회의원 비서관
- 2000년: 노무현 해양수산부장관 정무보좌역
- 2001년: 노무현 후보 경선캠프 인터넷 팀장
- 2002년: 노무현 후보 비서실 정무비서
- 2003년: 노무현 대통령 비서실 민정수석실 공지기강 행정관, 대통령직 인수위 행정실 전문위원
- 2004년: 교육위원회 위원
- 2006년: 열린우리당 전자정당위원장, 보건복지위원회 위원
- 2008년: 보건복지가족위원회 간사, 예산결산특별위원회 위원, 민주당 유비쿼터스 위원장
- 2009년: 한일의원연맹 21세기 위원회 부위원장
- 2010년: 4대강 사업저지 특별위원회 위원, 행정안전위원회 간사, 민주당 제1정책조정위원회 위원장
- 2004년 5월 30일 ~ 2012년 5월 29일: 제17·18대 국회의원(경기 시흥시 갑)
- 2017년 5월 ~ 2019년 1월 : 대통령비서실 민정수석실 민정비서관
- 2019년 5월 : 민주연구원 부원장

## 논란 및 의혹

### 장례식 방해 논란
2009년 5월 29일 노무현 대통령 국민장 영결식에서 이명박 대통령이 헌화할 때 '사죄하라' 고 고함을 치며 뛰어나가다 제지당했으며, 이 사건으로 6월 1일 특수공무집행 방해 및 명예훼손 혐의로 검찰에 고발당했다. 고발인은 고발장에서 “(국민장 실황이) 전국은 물론 일본, 중국 등 외국에도 생중계되고 있음에도 백의원은 폭언과 난동을 해 국민장의 업무를 방해하고 국가와 국민에게 형용할 수 없는 명예훼손을 끼쳤다"고 주장했다.
2010년 6월 10일 1심에서 서울중앙지법 형사 12단독은 벌금 100만원을 부과하였고, 항소심에서 서울중앙지법 형사 5부는 무죄를 선고하였다.대법원에서 무죄가 확정되었다.

### 더불어민주당원 댓글 조작 사건 연관 의혹
백원우는 청와대 민정비서관에 재직 중이던 2018년 초, 더불어민주당원 댓글 조작 사건의 주범 드루킹이 오사카 총영사로 인사 청탁을 한 도 모 변호사를 만났던 것으로 알려져, 마찬가지로 드루킹과 접촉한 민주당 김경수 의원과 청와대 제1부속비서관 송인배와 함께 드루킹과 연관이 있는지 의혹이 불거졌다.

### 미래통합당을 향한 막말 논란
2020. 4. 12. 경기도 시흥 지원유세에서 미래통합당에 대해 "쓰레기 같은 정당"이라고 노골적으로 공격했다.

## 역대 선거 결과
|  | 52.94% |

|  | 49.78% |

|  | 47.59% |

|  | 41.18% |

## 같이 보기
- 시흥시 갑
- 시흥시의 국회의원